# 小行星1262
小行星1262（1262 Sniadeckia）是一颗围绕太阳公转的小行星。1933年3月23日，西維恩·阿蘭德在于克勒发现了此天体。
該小行星以波蘭數學家揚·希尼亞德茨基命名。
这颗小行星的绝对星等为149.834050568875等。